# オカナガン
オカナガン（Okanagan）はカナダ・ブリティッシュコロンビア州の地方名であり、オカナガン湖のある地域及びオカナガン川流域のカナダ側の地域を指す。しばしばオカナガン渓谷、オカナガン郡などとも呼ばれる。中心都市はケロウナで、この地域全体の人口は35万927人（2009年）。オカナガン（Okanagan）はこの地域の先住民族の名前でもあり、Okanoganとも表記される。
カナダ唯一の砂漠がこの地域にあり、温暖で乾燥した気候や、眺望のある湖岸地域のライフスタイルで有名。近年では引退後の年金生活者が増加している。ボートやウォータースポーツ、スキー、ハイキングなどのアウトドア・リクレーション産業による経済が中心である。また農業は果樹栽培が盛んで、近年ではぶどう園やワイナリーが増えている。
アメリカ・ワシントン州のオカノガン郡と南で隣接している。

## 行政地域
オカナガン地方は、下記の3つの行政地域からなる。
| 順位 | 行政地域                                                                     | 行政府                            | 地域人口（人） | 統計年 |
| ---- | ---------------------------------------------------------------------------- | --------------------------------- | -------------- | ------ |
| 01   | セントラル・オカナガン地域 （Regional District of Central Okanagan）         | ケロウナ （Kelowna）              | 165,221        | 2005   |
| 02   | オカナガン・シミルカミーン地域 （Regional District of Okanagan-Similkameen） | ペンティクトン （Penticton）      | 79,475         | 2006   |
| 03   | ノース・オカナガン地域 （Regional District of North Okanagan）               | コールドストリーム （Coldstream） | 77,301         | 2006   |

オカナガン地方の北にトンプソン・ニコラ地域があり、ブリティッシュコロンビア州として大きく地域分けした場合、「トンプソン・オカナガン地方」として分類される。

## ワイン

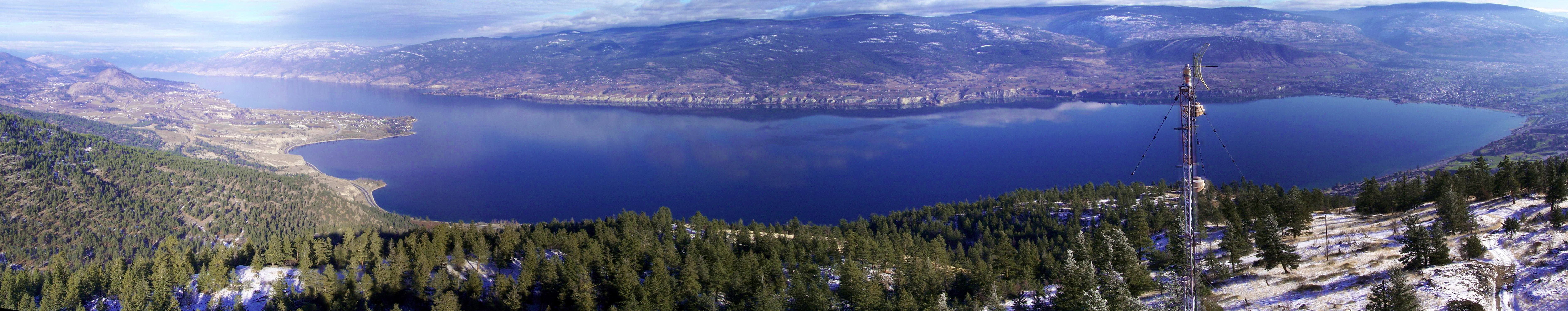
ペンティクトン近郊のオカナガン地域眺望

オカナガンではワインの生産が盛んであり、ワイン卸商品質同盟（VQA）による原産地呼称地域の一つ、ブリティッシュコロンビアVQAのリージョナル・アペレーション（呼称地域）となっている。
- ブリティッシュコロンビア原産地 （ブリティッシュコロンビア州産ブドウ100%使用のワイン）
  - リージョナル・アペレーション - オカナガン渓谷 （Okanagan Valley）